# Çatalca
Çatalca este un oraș și un district rural în Provincia Istanbul a Turciei. Orașul este situate în Tracia, în peninsula dintre Marea Marmara și Marea Neagră. Locuitorii permanenți ai orașului se ocupă cu agricultura. De asemenea, un mare număr de locuitori ai Istanbulului își au aici locuințe de vacanță sau își petrec week-end-ul în regiune.

## Istoric

### Perioada antică
În antichitate, orașul Çatalca se numea Ergískē (în limba greacă; Ἐργίσκη). După cum se afirmă în encyclopedia bizantină Suda, orașul a fost numit în cinstea lui Ergiscus, un fiul al lui  Poseidon și al naiadei Aba.

### Perioada modenă
Çatalca a fost în perioada dominaței otomane un oraș cu o populație mixtă de greci și turci. Războiul Crimeii a provocat exodul în masă a tătarilor crimleni în Imperiul Otoman. Un număr de tătari au fost colonizați în Çatalca.
În timpul Primului Război Balcanic, armata bulgară a reușit să lunge forțele turce de la frontier, dar turcii s-au retras pe pozițiile defensive pregătite din vreme la Çatalca. Aici a avut în perioada 16 – 17 noiembrie 1912 o bătălie, la sfârșitul căreia bulgarii au fost obligați să se retragă învinși. Lucrările defensive de la Çatalca erau formate dintr-o linie fortificată de-a latul peninsulei, „linia Çatalca”, care avea să devină pe 3 decembrie 1912 linia de armistițiu, după ce bulgarii au decis să renunțe la atacul împotriva orașului Adrianopole.

## Populația
Populația districtului era, în conformitate cu rezultatele recensământului din 2000, de 81.589 persoane, în vreme ce orașul avea în 2009 36.544 de locuitori. Rata de creștere a populației a fost de 0,66%. Rata alfabetizării era de 99%.

## Geografia
Çatalca are o suprafață de 1,715 km² și se întinde de-a lungul a 135 km de litoral. Se învecineză la sud cu Büyükçekmece, Silivri și Provincia Tekirdağ la vest și Avcılar, Küçükçekmece și  Gaziosmanpașa la est.
Istanbulul se alimentează cu apă potabilă din lacurile Durusu și Büyükçekmece din regiune.

### Orașe înfrățite
Çatalca este înfrățit cu:
- Fancy, Sfântul Vicențiu și Grenadine
- Oran, Algeria
- Diego Garcia, Teritoriul Britanic din Oceanul Indian
- Hitadhoo, Maldive
- Ganja, Azerbaidjan
- Lille, Franța
- Kule, Botswana